# Zapadnoarmenski dijalekt
Zapadnoarmenski dijalekt (zapadnoarmenski: Արեւմտահայերէն) jedan je od dva standardizirana dijalekta modernog armenskoga jezika, a drugi je istočnoarmenski dijalekt. Temelji se uglavnom na istanbulskom armenskom dijalektu, za razliku od istočnoarmenskog, koji se uglavnom temelji na erevanskom armenskom dijalektu.
Do početka 20. stoljeća, različiti zapadnoarmenski dijalekti govorili su se i u Osmanskom Carstvu, posebno u istočnim regijama koje su povijesno naseljene Armencima poznate kao Zapadna Armenija. Govorne ili dijalektalne inačice zapadnoarmenskog koji se trenutno koriste uključuju Homshetsi, kojim govore narodi Hemšini; dijalekte Armenaca Kessaba, Latakije i Jisr al-Shughura u Siriji, Anjar u Libanonu, te Istanbula i Vakıflija u Turskoj (dio dijalekta „Sueidia”). Dijalekti Sasun i Mush se također govore u današnjim armenskim selima kao što su Bazmaberd i Sasnashen. Cilicijskim se dijalektom govori i na Cipru, gdje se uči u armenskim školama (Nareg), a materinski njime govori oko 3000 ljudi armenskoga podrijetla.
Oblike karinskoga dijalekta zapadnoga armenskoga jezika govori nekoliko stotina tisuća ljudi u sjevernoj Armeniji, većinom u Gjumriju, Artiku, Ahuryanu i u oko 130 sela u pokrajini Shirak te Armenci u pokrajini Samtshe-Javaheti u Gruziji (Ahalkalaki, Ahaltsihe).
Uglavnom dijasporski dijalekt, zapadnoarmenski se suočava s izumiranjem[nedostaje izvor] jer njegovi izvorni govornici gube tečnost u zapadnoarmenskomu usred pritisaka da se asimiliraju u svoje zemlje domaćine. Procjenjuje se da je broj onih koji tečno govore zapadnoarmenski izvan Armenije i Gruzije manji od milijun.